# Doug Kyle
Doug Kyle, född 22 juli 1932, död 27 augusti 2023, var en friidrottare från Kanada. Han deltog vid olympiska sommarspelen 1956 och olympiska sommarspelen 1960.